# Свистула, Иван Степанович
Ива́н Степа́нович Свисту́ла (15 января 1928 год, село Волкодаево — 18 декабря 2014 года) — передовик советского сельского хозяйства, тракторист Свердловской МТС Убаганского района Кустанайской области, Казахская ССР. Герой Социалистического Труда (1957).

## Биография
Родился в 1928 году в крестьянской семье в селе Волкодаево. Окончил пять классов. После освобождения территории от оккупации стал наравне со всеми восстанавливать хозяйство. Подростком, в шестнадцать лет, трудился прицепщиком в местном колхозе. Самостоятельно освоив трактор СТЗ-ХТЗ, работал трактористом. С 1948 по 1951 год проходил срочную службу в Советской Армии. После армии продолжил работать трактористом в родном колхозе. В 1954 году по комсомольской путёвке прибыл в Казахстан на освоение целинных земель. Трудился механизатором в Свердловской МТС в селе Ново-Алексеевка Урбаганского района.
Указом Президиума Верховного Совета СССР от 11 января 1957 года за особо выдающиеся успехи, достигнутые в работе по освоению целинных и залежных земель, и получение высокого урожая удостоен звания Героя Социалистического Труда с вручением ордена Ленина и золотой медали «Серп и Молот».
С 1957 года — тракторист колхоза имени Свердлова (позднее — совхоз имени Жданова).
В 1988 году вышел на пенсию. С 1997 года проживал в Кустанае и в 2013 году переехал в Омск, подал на оформление российского гражданства.
Умер 18 декабря 2014 года. Похоронен на Ново-Южном кладбище.

## Награды
За трудовые успехи был удостоен:
- золотая звезда «Серп и Молот» (11.01.1957)
- орден Ленина (11.01.1957)
- Медаль «За освоение целинных земель» (1957)
- другие медали.